# St. Rasso (Schweinegg)

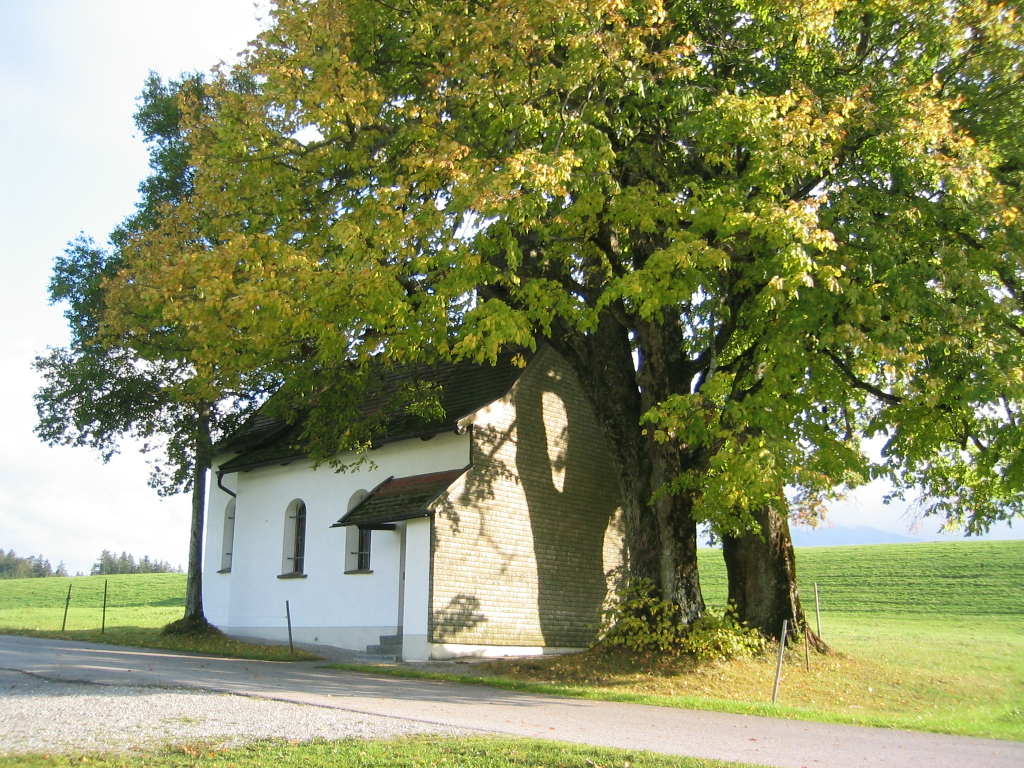
St. Rasso in Schweinegg

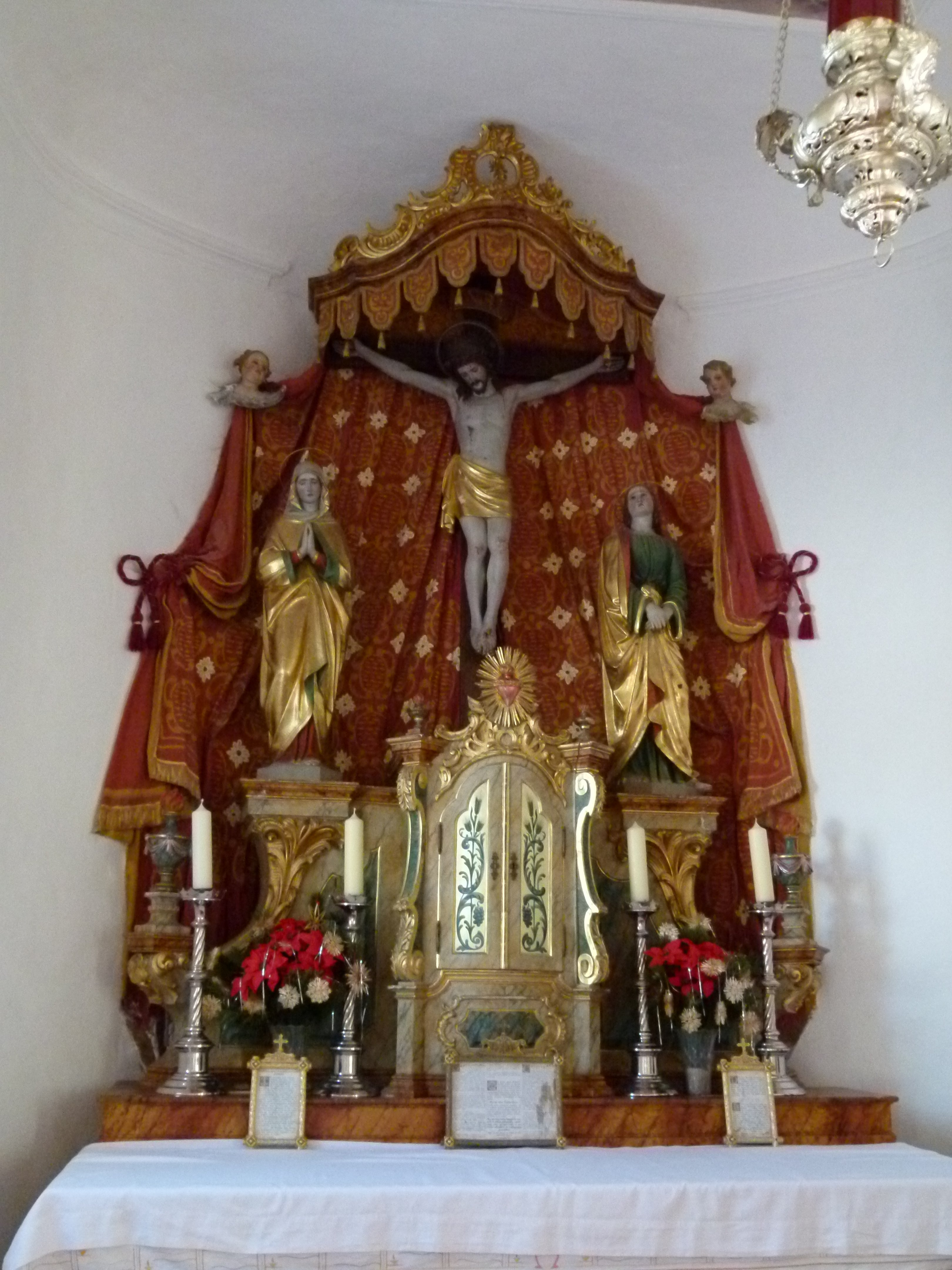
Altar der Kapelle St. Rasso

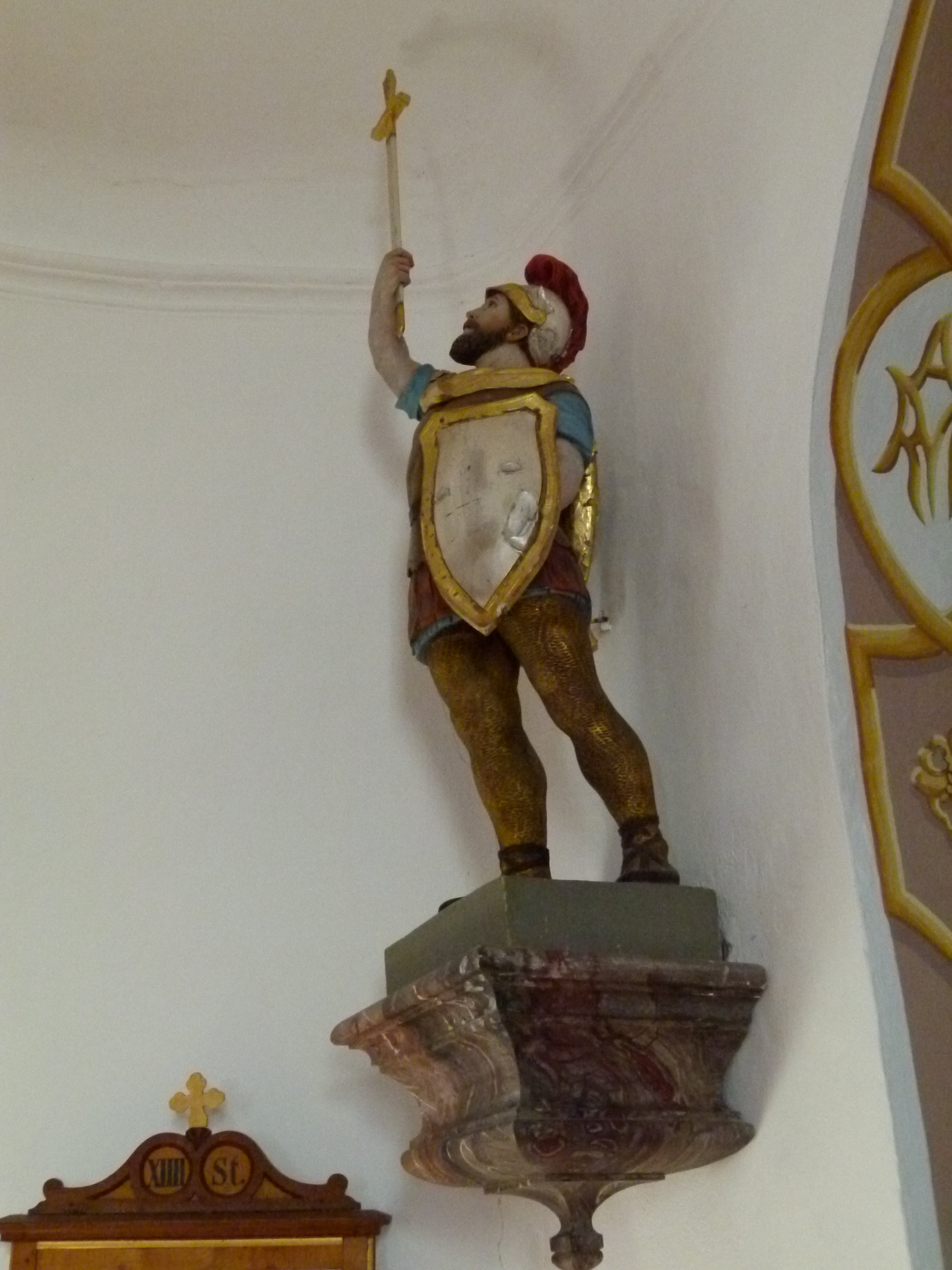
Hl. Rasso in der Kapelle von Schweinegg

St. Rasso steht am Ortseingang des Weilers Schweinegg, einem Ortsteil der Gemeinde Eisenberg. Die Kapelle gehört zur Pfarrgemeinde St. Moritz in Zell.

## Lage
Die Kapelle steht am südlichen Ortsrand an der Straße nach Zell. Neben der Kapelle stehen zwei Linden, die als Naturdenkmal ausgewiesen sind.

## Geschichte
Ursprünglich gab es in Schweinegg eine einfache Holzkapelle, die auf der Anhöhe westlich des Ortes stand. Die Stelle ist im Flurplan mit einem Kreuz bezeichnet.
Nachdem diese Gebetsstätte baufällig geworden war, ließ der Bauer und Müller Martin Roth († 1756) im Jahr 1748 gegenüber seinem Anwesen Schweinegg Nr. 33 eine kleine Kapelle errichten. Alle damaligen Bauern der Eisenberger Ortsteile Schweinegg, Stockach, Hummel und Oberdolden leisteten Fronarbeiten und beteiligten sich bei der Begleichung von Rechnungen.
Größere Renovierungsarbeiten fanden 1992 (außen) und 1997/1998 (innen) statt. In der Kapelle St. Rasso darf die Hl. Messe gelesen werden.

## Architektur
Das Gebäude hat ein Satteldach mit einem verschindelten Dachreiter und Rundbogenfenstern.

## Ausstattung
Von der alten Ausstattung der Kapelle wurden bei Einbrüchen im 20. Jahrhundert mehrere wertvolle Figuren entwendet, darunter eine Statue des hl. Rasso und 1971 eine hl. Anna und eine Maria Immaculata, die aus dem mittleren 18. Jahrhundert stammte und dem Pfrontener Bildhauer Maximilian Hitzelberger (1704–1784) zugeschrieben wird.